# NGC 6293
NGC 6293 je kulová hvězdokupa v souhvězdí Hadonoše s magnitudou 8,2. Objevil ji William Herschel 24. května 1784.
Od Země je vzdálená 28 700 světelných let, má nízkou metalicitu -1,99 a patří do vnitřního galaktického hala.